# Culpho
Culpho är en by och en civil parish i distriktet East Suffolk, Suffolk, England. Orten har 44 invånare (2001).